# ČSD S 499.02 sorozat

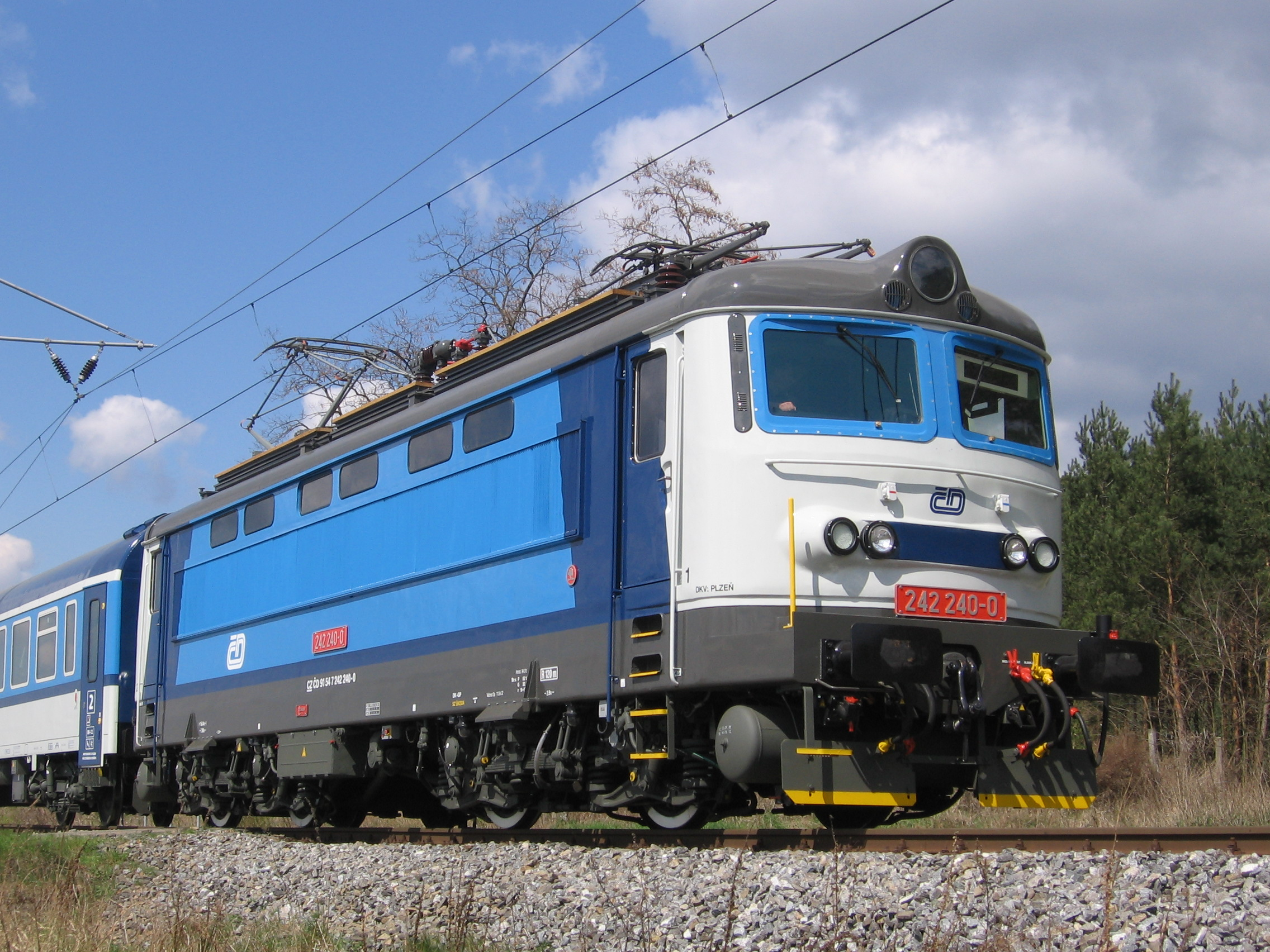
A mozdony az új kék színterv szerint fényezve

A ČSD S 499.02 (1988 után: ČD 242) egy Bo'Bo' tengelyelrendezésű 25 kV 50 Hz-es áramnemű villamosmozdony-sorozat. 1975 és 1981 között gyártotta a Škoda. Összesen 86 db készült a sorozatból. A mozdonyok hasonlóak a ČSD S 499.0 sorozathoz, azonban ezeknek a mozdonyszekrénye nem üvegszál erősítésű műanyagból, hanem hagyományos módon acélból készült. A mozdonyok gyártásának befejezésével megszűnt az első generációs villamosmozdonyok gyártása a Škodánál. Jelenleg még forgalomban vannak.